# Serjania lamelligera
Serjania lamelligera är en kinesträdsväxtart som beskrevs av Ludwig Radlkofer. Serjania lamelligera ingår i släktet Serjania och familjen kinesträdsväxter. Inga underarter finns listade i Catalogue of Life.